# 栉足亚目
栉足亚目（学名：Ctenopoda）为枝角目的一个亚目。 其成员大多生活在淡水中，但尖头溞属（Penilia）生活在海洋里。

## 下级分类
- 单肢溞科 Holopediidae G. O. Sars, 1865
- Pseudopenilidae Korovchinsky & Sergeeva, 2008
- 仙达溞科 Sididae Baird, 1850